# Baunei
Baunei – miejscowość i gmina we Włoszech, w regionie Sardynia, w prowincji Nuoro. Graniczy z Dorgali, Lotzorai, Talaną, Triei i Urzulei.
Według danych na rok 2019 gminę zamieszkiwało 3549 osób, 17 os./km².